# پترو پرگرینوس د ماریکور
 پترو پرگرینوس د ماریکور (انگلیسی: Petrus Peregrinus de Maricourt؛ زاده سده درگذشته سده) یک فیزیک‌دان اهل فرانسه بود.